# Tomasz Celej
Tomasz Celej (ur. 17 lutego 1978 w Lublinie) – polski koszykarz, występujący w latach 1998-2005 oraz w sezonie 2008/2009 i 2010/2011 w PLK.

## Życiorys
Tomasz Celej karierę sportową rozpoczynał w Lublinie. Reprezentował tam barwy Startu Lublin i AZS-u Lublin. W 2001 przeniósł się do Unii Tarnów. W sezonie 2003/2004 ponownie grał w Starcie Lublin (notował wtedy średnio 8,7 punktu na mecz) oraz w niemieckim zespole TBB Trier. Sezon 2004/2005 Celej spędził w Koszalinie w zespole AZS Koszalin (średnio 7,1 punktu na mecz). Po występach w AZS-ie polski skrzydłowy wyjechał za granicę. Do 2007 występował na Węgrzech. W tym samym roku wrócił do Polski. Od tamtego czasu grał w Zniczu Jarosław. W sezonie 2007-2008 awansował ze swoim zespołem do ekstraklasy. Notował wtedy średnio 20,6 punktu, 4,4 zbiórki oraz 1,6 asysty na mecz. W 2009 przeszedł do swojej macierzystej drużyny Start Lublin. 2 listopada 2010 podpisał kontrakt z II-ligowym Novum Lublin. Już 3 dni później, po rozegraniu zaledwie jednego spotkania w lubelskiej drużynie, przeniósł się 2 klasy rozgrywkowe wyżej, do Anwilu Włocławek. 31 stycznia 2011 opuścił zespół.
Wziął udział w konkursie rzutów za 3 punkty podczas Meczu Gwiazd PLK 2010 w Lublinie, jako reprezentant gospodarzy. Zdobył 21 punktów w eliminacjach i 18 w finale, ustępując jedynie siedmiokrotnemu zwycięzcy konkursu Andrzejowi Plucie (odpowiednio 26 i 20 punktów).
W 2013 został zdyskwalifikowany na dwa lata za uderzenie sędziego oraz zawodnika przeciwników.

## Osiągnięcia
Drużynowe
- Brązowy medalista mistrzostw Polski juniorów starszych (1997)

Indywidualne
- I skład I ligi (2008, 2010)[5]
- Uczestnik konkurs rzutów za 3 punkty PLK (2010)
- Powołany do udziału w meczu gwiazd PLK (2003 – nie wystąpił)
- Lider I ligi w[6]:
  - średniej punktów (2008 – 20,9, 2010 – 20,6)
  - skuteczności rzutów za 3 punkty (2008 – 48%)

## Statystyki podczas występów w Polsce
| Sezon     | Drużyna                 | M  | S5 | MPG  | FG%   | 3P%   | FT%   | RPG | APG | SPG | BPG | PPG  |
| --------- | ----------------------- | -- | -- | ---- | ----- | ----- | ----- | --- | --- | --- | --- | ---- |
| 1997/1998 | Start Lublin (I liga)   | 2  |    |      |       |       |       |     |     |     |     | 16,5 |
| 1998/1999 | AZS Lublin (PLK)        | 18 |    | 8,0  | 30,6% | 25,0% | 65,0% | 0,7 | 0,2 | 0,3 | 0,2 | 2,7  |
| 1999/2000 | AZS Lublin (PLK)        | 19 |    | 9,2  | 53,2% | 36,8% | 90,9% | 1,5 | 0,3 | 0,5 | 0,1 | 3,5  |
| 2000/2001 | AZS Lublin (PLK)        | 40 |    | 21,5 | 49,8% | 39,4% | 69,7% | 3,9 | 0,3 | 0,8 | 0,4 | 10,1 |
| 2001/2002 | Unia Tarnów (PLK)       | 38 |    | 21,2 | 42,1% | 27,0% | 78,0% | 2,0 | 0,8 | 1,3 | 0,1 | 10,1 |
| 2002/2003 | Unia Tarnów (PLK)       | 23 |    | 27,2 | 45,4% | 47,2% | 73,4% | 4,4 | 1,0 | 1,1 | 0,2 | 16,3 |
| 2003/2004 | Start Lublin (PLK)      | 21 | 7  | 17,8 | 38,5% | 34,7% | 70,6% | 2,3 | 1,0 | 1,1 | 0,0 | 8,7  |
| 2004/2005 | AZS Koszalin (PLK)      | 14 | 8  | 19,2 | 41,6% | 40,9% | 80,5% | 2,1 | 1,3 | 0,6 | 0,4 | 7,1  |
| 2007/2008 | Znicz Jarosław (I liga) | 38 |    | 31,9 | 49,0% | 44,4% | 85,8% | 4,3 | 1,6 | 1,7 | 0,3 | 20,6 |
| 2008/2009 | Znicz Jarosław (PLK)    | 25 | 24 | 24,8 | 41,8% | 34,2% | 81,7% | 2,8 | 1,2 | 1,2 | 0,3 | 10,6 |
| 2009/2010 | Start Lublin (I liga)   | 32 |    | 33,7 | 41,8% | 37,4% | 86,6% | 4,3 | 2,1 | 1,8 | 0,4 | 20,5 |
| 2010/2011 | Anwil Włocławek (PLK)   | 8  | 1  | 12,1 | 31,8% | 25,0% | 80,0% | 1,8 | 0,3 | 0,4 | 0,0 | 2,3  |